# Курбатово (Балахтинский район)
Курбатово — село в Балахтинском районе Красноярского края России. Входит в состав Ровненского сельсовета.

## География
Село расположено в 62 км к северо-западу от районного центра Балахта.

## Население
| 1989 | 2002 | 2010 |
| ---- | ---- | ---- |
| 174  | ↘150 | ↘45  |

Гендерный состав
По данным Всероссийской переписи населения 2010 года 27 мужчин и 18 женщин из 45 чел.